# Alfred Kubin
Alfred Leopold Isidor Kubin (ur. 10 kwietnia 1877 w Litomierzycach, zm. 20 sierpnia 1959 w Zwickledt) – austriacki rysownik, grafik, litograf, malarz, a także pisarz, nazywany „austriackim Goyą”.
Początkowo (w latach 1892–1896) zajmował się fotografią u Aloisa Beera (którego zajmowały zwłaszcza pejzaże). W 1896 próbował popełnić samobójstwo nad grobem swojej matki. W 1898 uczył się prywatnie malować pod kierunkiem Ludwiga Schmida-Reutte. Od 1899 studiował na Akademii Sztuk Pięknych w Monachium. W 1902 pierwszy raz wystawił swoje prace w Berlinie. Przebywał w Paryżu, we Włoszech, w Szwajcarii, a także na Bałkanach. Od 1911 związany z monachijską grupą Der Blaue Reiter, do której należeli m.in. Paul Klee czy Wassily Kandinsky.
Stworzył własny indywidualny styl oscylujący między symbolizmem a ekspresjonizmem. Jest uważany za jednego z prekursorów surrealizmu. Charakteryzowała go delikatna, cienka nerwowa kreska, nastrój grozy, tajemniczości, potwory i mary. Czerpał z fascynacji dziełami Francisca Goi, Pietera Bruegla (starszego), Jamesa Ensora, Edvarda Muncha, oraz Odilon Redona.
Autor ilustrowanej przez siebie powieści Po tamtej stronie z 1909 (wydanie polskie z 1968), która spotkała się z uznaniem ze strony Hermanna Hessego. Ilustrował także książki Fiodora Dostojewskiego, Nikołaja Gogola, Gérarda de Nerval, Franza Kafki, czy Edgara Allana Poe. W 1918 wraz z członkami Der Blaue Reiter ilustrował Biblię.